# Жиляєв Микола Сергійович
Микола Сергійович Жиляєв (6 (18) жовтня 1881, Курськ  — 20 січня 1938, Комунарка (полігон))  — російський композитор, музичний критик, педагог, піаніст.
Навчався приватно у С. Танєєва (1896 — 1900), потім  — в Московській консерваторії у М. Іпполітова-Іванова (закінчив у 1905).
В 1905 — 1909 активно компонував, деякі його твори були видані фірмою Юргенсона, проте надалі відійшов від композиції.
Виступав також як піаніст, на «Музичних виставках» в Москві акомпанував М. А. Дейша-Сіоніцькій.
Як музичний критик працював у журналах «Золоте руно», «Московський тижневик», «Музика», газеті «Руль» (писав під псевдонімом Пер Гюнт).
Будучи одним з близьких друзів Олександра Скрябіна, Жиляєв брав участь у редагуванні ряду творів композитора (зокрема, пізніх сонат).
Незадовго до початку Першої світової війни зайнявся викладанням, серед його учнів були Олексій Станчинський, Самуїл Фейнберг, Анатолій Александров.
У роки Громадянської війни працював у штабі М. М. Тухачевського на посаді бібліографа.
З 1922 — член редколегії музичного сектора Держвидаву, де брав участь у складанні повного зібрання творів Скрябіна.
В 1926 — 1930 і 1933 — 1937 викладав композицію в Московській консерваторії.
Музикант, який володів харизматичною особистістю та найширшим кругозором, Жиляєв справив значний вплив на формування творчих поглядів своїх учнів, серед яких — відомі в майбутньому музиканти:
- Євген Голубєв,
- Арам Хачатурян,
- Лев Кніппер,
- Кирило Кондрашин,
- Антоніо Спадавеккіа,
- Даніель Житомирський,
- Сигізмунд Кац,
- Олексій Станчинський,
- Самуїл Фейнберг,
- Анатолій Александров

Заарештований 3 листопада 1937 року. Розстріляний 20 січня 1938 за вироком ВКВС. Реабілітований у квітні 1961.